# 1416 Renauxa
1416 Renauxa (1937 EC) là một tiểu hành tinh vành đai chính được phát hiện ngày 4 tháng 3 năm 1937 bởi L. Boyer ở Algiers.